# از جان و از دل
از جان و از دل (به انگلیسی: From the Heart & the Soul) یک آلبوم استودیویی اثر سالار عقیلی به تهیه‌کنندگی صدرالدین حسین خانی و با آهنگسازی و تنظیم‌کنندگی نوید دهقان است که در مهرماه ۱۳۹۵ در دو لوح با ۱۱ قطعه توسط ایران گام انتشار یافت.

ترانه‌سرایی این اثر از اشعار سعدی، محمد اقبال لاهوری و علیرضا خیابانی است.میکس و مستر این آلبوم را کامبیز شاهین مقدم انجام داده و مدیر اجرایی این آلبوم مهدی بشکوفه بوده و نوید دهقان(کمانچه)، حریر شریعت زاده(پیانو)، علیرضا گرانفر(سنتور)، بهزاد رواقی(تار)، شهریار نظری(دف)، فرهاد صفری(تنبک)، مهزاد خردمند(کمانچه آلتو)، نیلوفر شهبازی(کمانچه آلتو)، سارا هستی(کمانچه)، نسیم اربابی(کمانچه)، حسین محمدحسینی(نی)، شاهین صفایی(بم تار)، بابک غسالی(عود) و حمید بهروزی نیا(تار) در بخش نوازندگی همکاری کرده‌اند. 

## فهرست آهنگ‌ها
لوح یکم

۱. تا باز نیایی ۰۶:۱۷

۲. زلال ۰۴:۳۰

۳. دیوانه ۱۰:۰۶

۴. تکنوازی تار ۰۳:۳۶

۵. صهبای بهار ۰۷:۵۶

۶. از دورها ۰۶:۱۴

لوح دوم

۷. دل ستان ۰۷:۰۲

۸. ساز و آواز ۱۷:۱۹

۹. ساقیا ۰۶:۲۷

۱۰. یاد ۰۶:۴۴

۱۱. از جان و از دل ۰۵:۲۲